# Народный Совет Донецкой Народной Республики
Народный Совет Донецкой Народной Республики — согласно Конституции подконтрольной России Донецкой Народной Республики, однопалатный парламент Донецкой Народной Республики, является постоянно действующим высшим и единственным законодательным (представительным) органом государственной власти Донецкой Народной Республики.
6 апреля 2014 года пророссийские сепаратисты захватили правительственные здания, здания силовых ведомств, и 7 апреля сформировали парламенты «молодых республик».

## История

### В период «независимости»
Впервые был создан 7 апреля 2014 года одновременно с провозглашением ДНР. Тогда именовался Верховным Советом. Состоял из самопровозглашённых депутатов, которые являлись представителями городов и районов Донецкой области и общественных организаций.
В предвыборной кампании приняли участие два общественных движения: «Донецкая Республика» и «Свободный Донбасс». 3 ноября 2014 года Председатель Центральной избирательной комиссии ДНР Роман Викторович Лягин огласил итоги выборов депутатов Народного Совета ДНР в процентном отношении. Результаты выглядели следующим образом: общественное движение «Донецкая Республика» — 64,43 %, общественное движение «Свободный Донбасс» — 27,75 %. Народный Совет ДНР был избран сроком на четыре года в количестве 100 депутатов, из них ОД «Донецкая Республика» получило 68 депутатских мандатов, ОД «Свободный Донбасс» — 32 мандата.
По истечении 11 дней с момента оглашения результатов голосования в Доме правительства Донецкой Народной Республики состоялось первое пленарное заседание Народного Совета ДНР первого созыва.
В состав Президиума вошли Глава ДНР Александр Владимирович Захарченко, руководитель временного координационного комитета Народного Совета ДНР Денис Владимирович Пушилин, председатель Центральной избирательной комиссии ДНР Роман Викторович Лягин, а также депутаты Андрей Евгеньевич Пургин и Александр Викторович Мальков. Цель мероприятия заключалась в формировании и вступлении в должность легитимного парламента Донецкой Народной Республики.
В ходе заседания 14 ноября 2014 года был избран Председатель Народного Совета ДНР. Им стал Андрей Евгеньевич Пургин, а на пост заместителя Председателя Народного Совета ДНР первого созыва всеобщим голосованием избрали Дениса Владимировича Пушилина.
28 ноября 2014 года, на втором пленарном заседании Народного Совета ДНР первого созыва, депутаты в торжественной обстановке приняли присягу на верность Донецкой Народной Республики, в частности, поклялись «стоять на страже народа».
В Народном Совете сформировано 16 комитетов, которые ведут работу над законопроектами согласно своему профилю. Еженедельно, согласно графику, комитеты Народного Совета проводят рабочие заседания, на которые, по мере необходимости, приглашаются представители министерств и ведомств Донецкой Народной Республики, а также профильные специалисты.
В сентябре 2015 года Андрей Евгеньевич Пургин был смещён с должности и на несколько дней задержан силовыми органами ДНР (в феврале 2017 лишён депутатских полномочий), а на пост Председателя избран Денис Пушилин.
Выборы нового состава Народного Совета Донецкой Народной Республики, как и выборы Главы ДНР, состоялись 11 ноября 2018 года. 19 ноября спикером Народного Совета был избран Владимир Бидёвка. 28 февраля 2019 года был создан так называемый «Молодёжный парламент ДНР».
19 февраля 2022 года, Народный Совет поддержал и утвердил указ главы ДНР о начале мобилизации.
В сентябре 2022 года Народный Совет назначил референдум по вопросу вхождения в состав России, также поступили и другие пророссийские администрации в оккупированных частях Луганской, Запорожской, Херсонской областях.
3 октября Народный Совет принял закон о ратификации договора о вхождении Донецкой Народной Республики в состав Российской Федерации.

### После аннексии Российской Федерацией
После аннексии оккупированных территорий Россией, 30 декабря 2022 года Народный Совет единогласно принял новую Конституцию Донецкой Народной Республики. В сентябре 2023 года, Россией были проведены выборы на оккупированных территориях Украины. Эти выборы прошли по российскому законодательству, а также согласно новой Конституции ДНР. По итогам выборов в Народный Совет вошли 4 партии: Единая Россия (74 депутата), КПРФ (6 депутатов), ЛДПР (6 депутатов), Новые Люди (4 депутата).
20 сентября 2023 года новым Председателем парламента был избран Артём Жога. В этот же день, согласно новой Конституции был сформирован Президиум Народного Совета.
23 сентября Народный Совет переизбрал главу ДНР — Дениса Пушилина, после принятия новой Конституции право избирать главу республики перешло от прямых выборов к Народному Совету, путём тайного голосования.
2 октября 2024 года, председатель совета Артём Жога был назначен Полномочным представителем Президента Российской Федерации в Уральском федеральном округе. Согласно ст. 60 ч. 2 Конституции ДНР, 4 октября Народный Совет своим Постановлением освободил его от должности председателя Народного Совета, а также от депутатских полномочий. Следующим постановлением было установлено, что временно, фактически исполнять обязанности председателя Народного Совета будет его первый заместитель — Сергей Прокопенко.
11 ноября 2024 года, в ходе пленарного заседания Народного Совета ДНР, депутаты избрали нового Председателя. Им стал Константин Кузьмин, который до этого дважды избирался в Народный Совет. Его кандидатура была одобрена единогласно.

## Полномочия Народного Совета
Согласно ст. 62 ч. 3 Конституции ДНР — к ведению Народного Совета Донецкой Народной Республики относятся:
1) принимать Регламент Народного Совета Донецкой Народной Республики и решать вопросы внутреннего распорядка своей деятельности;
2) образовывать комитеты, а также комиссии, формирование которых предусмотрено законодательством Российской Федерации и законодательством Донецкой Народной Республики;
3) формировать Президиум Народного Совета Донецкой Народной Республики;
4) по представлению Председателя Народного Совета Донецкой Народной Республики образовывать Аппарат Народного Совета Донецкой Народной Республики;
5) по представлению Председателя Народного Совета Донецкой Народной Республики назначать на должность и освобождает от должности Руководителя Аппарата Народного Совета Донецкой Народной Республики.
4. Для осуществления контроля за исполнением бюджета Донецкой Народной Республики Народный Совет Донецкой Народной Республики образовывать Счётную палату Донецкой Народной Республики. Состав, порядок формирования и деятельности Счётной палаты Донецкой Народной Республики определяются законом Донецкой Народной Республики.

## Президиум Народного Совета
Новая Конституция ДНР, принятая 30 декабря 2022 года предусматривает избрание Народным Советом его Президиума. Кто входит в его состав устанавливает сам совет. Президиум ведёт подготовку к пленарном заседаниям совета.
20 сентября 2023 года новоизбранный Народный Совет I созыва при РФ (III де-факто) избрал состав Президиума. В него вошли главы фракций Народного Совета, председатель — Артём Жога (позже Сергей Прокопенко, после Константин Кузьмин) и его первый заместитель, а также Председатель Комитета Народного Совета по этике, регламенту, организации парламентской деятельности и межпарламентским связям — Наталья Пшеничная.
Первое заседание Президиума состоялось 22 сентября.

## Руководство Народного Совета
| №                                                                           | Имя, фамилия       | Начало полномочий | Конец полномочий |
| --------------------------------------------------------------------------- | ------------------ | ----------------- | ---------------- |
| Председатели Верховного Совета (15 мая — 14 ноября 2014 года)               |                    |                   |                  |
| 1                                                                           | Денис Пушилин      | 15 мая 2014       | 18 июля 2014     |
| и. о.                                                                       | Владимир Макович   | 18 июля 2014      | 23 июля 2014     |
| 2                                                                           | Борис Литвинов     | 23 июля 2014      | 14 ноября 2014   |
| Председатели Народного Совета (14 ноября 2014 года — 30 сентября 2022 года) |                    |                   |                  |
| 3                                                                           | Андрей Пургин      | 14 ноября 2014    | 4 сентября 2015  |
| 2                                                                           | Денис Пушилин      | 11 сентября 2015  | 14 сентября 2018 |
| и. о.                                                                       | Ольга Макеева      | 14 сентября 2018  | 19 ноября 2018   |
| 4                                                                           | Владимир Бидёвка   | 19 ноября 2018    | 30 сентября 2022 |
| Председатели Народного Совета в составе РФ (с 30 сентября 2022 года)        |                    |                   |                  |
| 4.                                                                          | Владимир Бидёвка   | 30 сентября 2022  | 20 сентября 2023 |
| 5                                                                           | Артём Жога         | 20 сентября 2023  | 4 октября 2024   |
| и. о.                                                                       | Сергей Прокопенко  | 4 октября 2024    | 11 ноября 2024   |
| 6                                                                           | Константин Кузьмин | 11 ноября 2024    |                  |

## Комитеты Народного Совета
| Наименование | Компетенция |
| --- | --- |
| Комитет Народного Совета по бюджету, финансам и экономической политике                                                   | - разработки и принятия Республиканского бюджета; - рассмотрения сметы расходов на очередной финансовый год; - налогового и таможенного законодательства; - бухгалтерского учёта и отчётности, аудита и налогового учёта; - государственной денежно-кредитной политики; - назначения на должность и отстранения от должности председателя Центрального Республиканского Банка Донецкой Народной Республики; - ратификации международных договоров об избежании двойного налогообложения; - внешнеэкономической деятельности и валютного контроля; - банковской деятельности, кредитных организаций. |
| Комитет Народного Совета по безопасности и обороне                                                                       | - статус и правовое регулирование деятельности Министерства обороны, Министерства государственной безопасности, Министерства внутренних дел, Министерства по делам гражданской обороны, чрезвычайным ситуациям и ликвидации последствий стихийных бедствий; - обеспечение суверенитета и территориальной целостности Донецкой Народной Республики, безопасности её границ; - оборона, её организация, полномочия органов государственной власти Донецкой Народной Республики, органов местного самоуправления и организаций, обязанности должностных лиц, права и обязанности граждан Донецкой Народной Республики в области обороны, ответственность за нарушение законодательства в области обороны; - деятельность Вооружённых Сил Донецкой Народной Республики, а также других войск и воинских формирований, порядок их применения в целях обеспечения обороны страны и безопасности государства, обеспечение Вооружённых Сил Донецкой Народной Республики материальными средствами, военная наука; - материальная ответственность военнослужащих и др. |
| Комитет Народного Совета по социальной и жилищной политике                                                               | В компетенцию Комитета входит подготовка проектов Законов и Постановлений Народного Совета по вопросам социальной и жилищной политики. |
| Комитет Народного Совета по внешней политике, международным связям, информационной политике и информационным технологиям | - В компетенцию Комитета входит подготовка проектов Законов и Постановлений Народного Совета по вопросам по внешней политике и международным связям. |
| Комитет Народного Совета по конституционному законодательству и государственному строительству                           | - Определения статуса и парового регулирования деятельности органов государственной власти и органов местного самоуправления. - Общей организации государственной власти: создание системы органов государственной власти; определение функций, обязанностей, прав, полномочий и компетенции органов государственной власти, их должностных лиц; определение механизма взаимодействия органов государственной власти. - Отношений и разграничения полномочий между законодательной, исполнительной и судебной ветвями власти: создание механизма взаимоотношений и взаимного контроля между законодательной, исполнительной и судебной ветвями власти; определение системы органов, относящихся к конкретной ветви власти; определение полномочий, функций и границ компетенции каждой ветви власти и пр. |
| Комитет Народного Совета по гражданскому, уголовному, арбитражному и процессуальному законодательству                    | - внесение предложений по формированию проекта примерной программы законопроектной работы Народного Совета на очередную сессию и проекта работы Народного Совета на очередную пленарную неделю, а также внесение предложений о включении законопроектов в примерную программу законопроектной работы Народного Совета на текущую сессию; - разработка предложений по совершенствованию законодательства по вопросам ведения Комитета; предварительное рассмотрение законопроектов и их подготовка к рассмотрению Народным Советом; подготовка заключений, которые содержат мотивированное обоснование предложений о необходимости изменения текста законопроекта, до принятия или одобрения законопроекта в первом чтении и направление их субъекту (субъектам) права законодательной инициативы; |
| Комитет Народного Совета по природопользованию, экологии, недрам и природным ресурсам                                    | - реализации государственной экологической политики; - рационального использования, сохранности и воссоздания лесных ресурсов; обеспечения сохранности и рационального использования водных ресурсов, улучшения состояния водных объектов, а также мелиоративных систем и других гидротехнических сооружений; - рационального использования недр и экологической безопасности окружающей среды при пользовании недрами; - защиты окружающей среды и здоровья человека от негативного воздействия отходов, обеспечения экономного использования материально-сырьевых и энергетических ресурсов, образования и использования отходов; - иных вопросов в сфере природопользования, экологии, недр и природных ресурсов. |
| Комитет Народного Совета по транспорту и связи                                                                           | - статус и правовое регулирование деятельности предприятий, учреждений и организаций транспортного комплекса и связи; - определение и установление порядка предоставления населению услуг почтовой связи и телекоммуникаций, морскими портами и портопунктами, аэровокзалами, автомобильными, железнодорожными вокзалами и станциями; - определение порядка проведения мероприятий, направленных на стабилизацию работы и наращивание объёмов предоставления услуг предприятиями, учреждениями и организациями транспортного комплекса и связи, расположенными на территории Донецкой Народной Республики; - определение механизма взаимодействия между соответствующими службами, предприятиями и организациями различных видов транспорта, оказывающими транспортные услуги населению, по вопросам, связанными с проектированием, строительством, ремонтом и обслуживанием автомобильных и железнодорожных дорог на территории Донецкой Народной Республики;                                                                                               |
| Комитет Народного Совета по промышленности и торговле                                                                    | В компетенцию Комитета входит разработка законопроектов в сфере торговли и промышленной политики. |
| Комитет Народного Совета ДНР по сельскому хозяйству и земельным ресурсам                                                 | - создание условий для эффективного управления земельными ресурсами, создание условий для их использования и сохранения; - создание условий для развития агропромышленного комплекса, формирования системы кооперации и комплексного подхода в работе сферы производства сельскохозяйственной продукции, её переработки и выхода на потребительский рынок; - взаимодействие с органами исполнительной власти, общественными организациями, гражданами и их объединениями с целью совместного обсуждения и решения вопросов охраны земельных ресурсов, ликвидации негативного влияния хозяйственной и иной деятельности на земельные ресурсы; - предварительное рассмотрение и подготовка к рассмотрению в Народном Совете ДНР законопроектов, касающихся агропромышленного комплекса и земельных ресурсов; |
| Комитет Народного Совета по образованию, науке и культуре                                                                | - В компетенцию Комитета входят следующие основные вопросы: правовое регулирование сферы образования, науки и культуры. |
| Комитет Народного Совета по делам общественных объединений и религиозных организаций                                     | - законотворческая работа Комитета в рамках правового положения и деятельности некоммерческих организаций; - сотрудничество с общественными объединениями, профсоюзами, религиозными объединениями, благотворительными организациями, а также правозащитными организациями; - международное сотрудничество по вопросам ведения Комитета; - работа с обращениями граждан и организаций, поступающими в Комитет; взаимодействие со СМИ по вопросам ведения Комитета. |
| Комитет Народного Совета по информационной политике и информационным технологиям                                         | - В компетенцию Комитета входит подготовка к рассмотрению Народным Советом проектов Законов и Постановлений по вопросам информационной политики, информационным технологиям и другим связанным вопросам. |
| Комитет Народного Совета по этике, Регламенту и организации работы Народного Совета Донецкой Народной Республики         | - Обеспечение контроля выполнения положений Регламента Народного Совета и правил депутатской этики во время заседаний Народного Совета. - Контроль за деятельностью временных депутатских комиссий. - Общий контроль деятельности Аппарата Народного Совета. - Обобщение материалов по организационному, методическому и информационному обеспечению деятельности Народного Совета и его структурных подразделений. - Контроль соблюдения положений Закона «О статусе депутата Народного Совета Донецкой Народной Республики», Положения о комитетах Народного Совета Донецкой Народной Республики и их функциях. |
| Комитет Народного Совета по здравоохранению, охране материнства и детства                                                | - оптимизация работы учреждений здравоохранения; - обеспечение охраны материнства и детства. |
| Комитет Народного Совета по делам молодёжи, физической культуре, спорту и туризму                                        | - правовое регулирование в сферах молодёжной политики, физической культуры, спорта и туризма; - разработка концепции и создание оптимальных условий развития отраслей по направлениям деятельности; - поддержка и развитие новых форм деятельности в сфере молодёжной политики, физической культуры, спорта и туризма; - осуществление внешних (межрегиональных и международных) связей в соответствии с профилем деятельности; - осуществлении контроля за исполнением постановлений и решений Народного Совета по профильным направлениям деятельности. |

## Резиденция

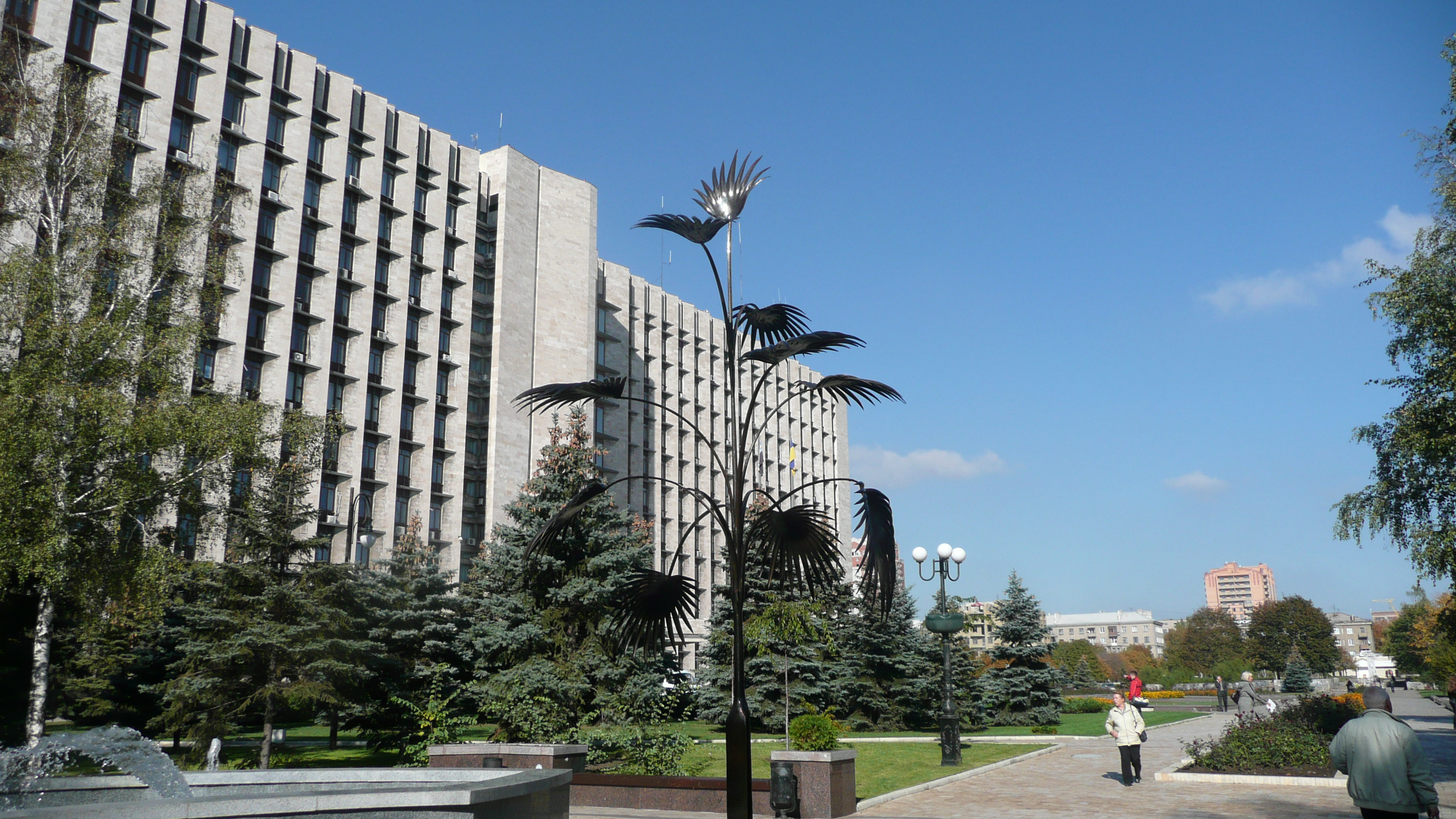
Здание Донецкой Областной Государственной Администрации, в котором ведутся заседания Народного Совета ДНР.

С весны 2014 года резиденция Народного Совета ДНР располагается в здании Донецкой Областной Государственной Администрации.